# Ciclism la Jocurile Olimpice de vară din 2012
Probele sportive de ciclism la Jocurile Olimpice de vară din 2012 s-au desfășurat în cinci locații diferite. Probele de pistă și BMX au avut loc la velodromul din Londra, iar probele de Mountain Bike s-au desfășurat la ferma Hadleigh din Essex. Cursa rutieră a început și s-a terminat la The Mall, iar unul dintre punctele de pe traseu este înspre Surrey. Cursa pe timp a fost ținută la palatul Hampton Court. Au fost organizate 18 probe sportive, dintre care 9 au fost destinate bărbaților, și tot 9 au fost destinate femeilor.

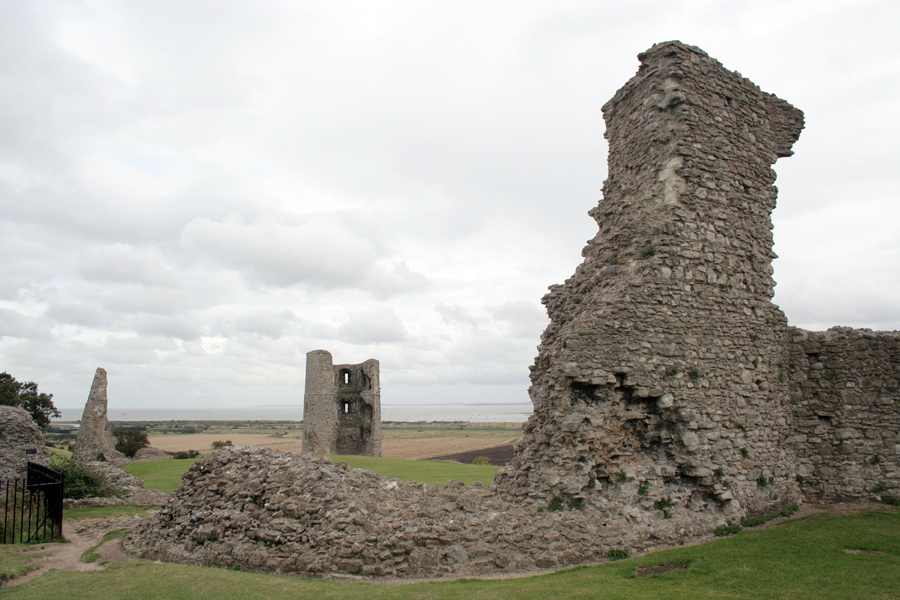
Rămăşiţele castelului Hadleigh, vizibile din Ferma Hadleigh

## Calendarul competițional
| P | Prima rundă/preliminarii | ¼ | Sfert de finală | ½ | Semifinală | F | Finală |

| Probă↓/Dată →                       | Sâm 28 | Dum 29 | Mie 1 | Mie 8 | Joi 9 | Vin 10 | Vin 10 | Sâm 11 | Dum 12 |
| ----------------------------------- | ------ | ------ | ----- | ----- | ----- | ------ | ------ | ------ | ------ |
| BMX masculin                        |        |        |       | P     | ¼     | ½      | F      |        |        |
| BMX feminin                         |        |        |       | P     |       | ½      | F      |        |        |
| Mountain biking                     |        |        |       |       |       |        |        |        |        |
| Cross-country masculin              |        |        |       |       |       |        |        |        | F      |
| Cross-country feminin               |        |        |       |       |       |        |        | F      |        |
| Ciclism pe șosea                    |        |        |       |       |       |        |        |        |        |
| Cursa masculină pe șosea            | F      |        |       |       |       |        |        |        |        |
| Cursa masculină pe șosea contratimp |        |        | F     |       |       |        |        |        |        |
| Cursa feminină pe șosea             |        | F      |       |       |       |        |        |        |        |
| Cursa feminină pe șosea contratimp  |        |        | F     |       |       |        |        |        |        |

| Date →                       | Joi 2 | Joi 2 | Joi 2 | Vin 3 | Vin 3 | Sâm 4 | Sâm 4 | Sâm 4 | Dum 5 | Dum 5 | Dum 5 | Lun 6 | Lun 6 | Lun 6 | Lun 6 | Mar 7 | Mar 7 | Mar 7 |   |
| Probă ↓                      | A     | A     | A     | A     | A     | D     | A     | A     | D     | A     | A     | A     | A     | A     | A     | D     | A     | A     | A |
| ---------------------------- | ----- | ----- | ----- | ----- | ----- | ----- | ----- | ----- | ----- | ----- | ----- | ----- | ----- | ----- | ----- | ----- | ----- | ----- | - |
| Keirin masculin              |       |       |       |       |       |       |       |       |       |       |       |       |       |       |       | P     | ½     | F     |   |
| Omnium masculin              |       |       |       |       |       | TU    | CP    | CE    | UI    | CU    | CT    |       |       |       |       |       |       |       |   |
| Sprint masculin              |       |       |       |       |       | P     | P     | P     |       | ¼     | ¼     | ½     | ½     | F     | F     |       |       |       |   |
| Urmărire masculină pe echipe | P     | P     | P     | ½     | F     |       |       |       |       |       |       |       |       |       |       |       |       |       |   |
| Sprint masculin pe echipe    | P     | ½     | F     |       |       |       |       |       |       |       |       |       |       |       |       |       |       |       |   |
| Keirin feminin               |       |       |       | P     | F     |       |       |       |       |       |       |       |       |       |       |       |       |       |   |
| Omnium feminin               |       |       |       |       |       |       |       |       |       |       |       | TU    | CP    | CP    | CE    | UI    | CU    | CT    |   |
| Sprint feminin               |       |       |       |       |       |       |       |       | P     | P     | P     |       |       |       |       |       | ½     | F     |   |
| Urmărire feminină pe echipe  |       |       |       | P     | P     |       | ½     | F     |       |       |       |       |       |       |       |       |       |       |   |
| Sprint feminin pe echipe     | P     | ½     | F     |       |       |       |       |       |       |       |       |       |       |       |       |       |       |       |   |

## Medaliați

### Clasament pe medalii
| Loc   | Țară                       | Aur | Argint | Bronz | Total |
| ----- | -------------------------- | --- | ------ | ----- | ----- |
| 1     | Marea Britanie             | 8   | 2      | 2     | 12    |
| 2     | Germania                   | 1   | 4      | 1     | 6     |
| 3     | Franța                     | 1   | 3      | 0     | 4     |
| 4     | Australia                  | 1   | 2      | 3     | 6     |
| 5     | Statele Unite ale Americii | 1   | 2      | 1     | 4     |
| 6     | Columbia                   | 1   | 1      | 1     | 3     |
| 7     | Olanda                     | 1   | 0      | 2     | 3     |
| 8     | Kazahstan                  | 1   | 0      | 0     | 1     |
| 8     | Danemarca                  | 1   | 0      | 0     | 1     |
| 8     | Letonia                    | 1   | 0      | 0     | 1     |
| 8     | Cehia                      | 1   | 0      | 0     | 1     |
| 12    | China                      | 0   | 2      | 1     | 3     |
| 13    | Noua Zeelandă              | 0   | 1      | 2     | 3     |
| 14    | Elveția                    | 0   | 1      | 0     | 1     |
| 15    | Rusia                      | 0   | 0      | 2     | 2     |
| 16    | Canada                     | 0   | 0      | 1     | 1     |
| 16    | Hong Kong                  | 0   | 0      | 1     | 1     |
| 16    | Norvegia                   | 0   | 0      | 1     | 1     |
| 16    | Italia                     | 0   | 0      | 1     | 1     |
| Total | Total                      | 18  | 18     | 19    | 55    |

### Ciclism pe șosea
| Probă                          | Aur                                                  | Argint                                   | Bronz                               |
| Cursa masculină pe șosea       | Alexander Vinokourov · Kazahstan (KAZ)               | Rigoberto Urán · Columbia (COL)          | Alexander Kristoff · Norvegia (NOR) |
| Cursa feminină pe șosea        | Marianne Vos · Olanda (NED)                          | Lizzie Armitstead · Marea Britanie (GBR) | Olga Zabelinskaya · Rusia (RUS)     |
| Contratimp individual masculin | Bradley Wiggins · Marea Britanie (GBR)               | Tony Martin · Germania (GER)             | Chris Froome · Marea Britanie (GBR) |
| Contratimp individual feminin  | Kristin Armstrong · Statele Unite ale Americii (USA) | Judith Arndt · Germania (GER)            | Olga Zabelinskaya · Rusia (RUS)     |

### Ciclism pe pistă
| Probă                        | Aur                                                                               | Argint                                                                                        | Bronz                                                                                     |
| Sprint masculin individual   | Jason Kenny · Marea Britanie (GBR)                                                | Grégory Baugé · Franța (FRA)                                                                  | Shane Perkins · Australia (AUS)                                                           |
| Sprint feminin individual    | Anna Meares · Australia (AUS)                                                     | Victoria Pendleton · Marea Britanie (GBR)                                                     | Guo Shuang · China (CHN)                                                                  |
| Sprint masculin pe echipe    | Marea Britanie (GBR) · Philip Hindes · Chris Hoy · Jason Kenny                    | Franța (FRA) · Grégory Baugé · Michaël D'Almeida · Kévin Sireau                               | Germania (GER) · René Enders · Maximilian Levy · Robert Förstemann                        |
| Sprint feminin pe echipe     | Germania (GER) · Kristina Vogel · Miriam Welte                                    | China (CHN) · Gong Jinjie · Guo Shuang                                                        | Australia (AUS) · Kaarle McCulloch · Anna Meares                                          |
| Keirin masculin              | Chris Hoy · Marea Britanie (GBR)                                                  | Maximilian Levy · Germania (GER)                                                              | Simon van Velthooven · Noua Zeelandă (NZL)                                                |
| Keirin masculin              | Chris Hoy · Marea Britanie (GBR)                                                  | Maximilian Levy · Germania (GER)                                                              | Teun Mulder · Olanda (NED)                                                                |
| Keirin feminin               | Victoria Pendleton · Marea Britanie (GBR)                                         | Guo Shuang · China (CHN)                                                                      | Lee Wai Sze · Hong Kong (HKG)                                                             |
| Urmărire masculină pe echipe | Marea Britanie (GBR) · Ed Clancy · Geraint Thomas · Steven Burke · Peter Kennaugh | Australia (AUS) · Jack Bobridge · Glenn O'Shea · Rohan Dennis · Michael Hepburn               | Noua Zeelandă (NZL) · Sam Bewley · Aaron Gate · Marc Ryan · Jesse Sergent · Westley Gough |
| Urmărire feminină pe echipe  | Marea Britanie (GBR) · Danielle King · Laura Trott · Joanna Rowsell               | Statele Unite ale Americii (USA) · Sarah Hammer · Dotsie Bausch · Jennie Reed · Lauren Tamayo | Canada (CAN) · Tara Whitten · Gillian Carleton · Jasmin Glaesser                          |
| Omnium masculin              | Lasse Norman Hansen · Danemarca (DEN)                                             | Bryan Coquard · Franța (FRA)                                                                  | Ed Clancy · Marea Britanie (GBR)                                                          |
| Omnium feminin               | Laura Trott · Marea Britanie (GBR)                                                | Sarah Hammer · Statele Unite ale Americii (USA)                                               | Annette Edmondson · Australia (AUS)                                                       |

### Mountain biking
| Probă                  | Aur                            | Argint                        | Bronz                                            |
| Cross-country masculin | Jaroslav Kulhavý · Cehia (CZE) | Nino Schurter · Elveția (SUI) | Marco Aurelio Fontana · Italia (ITA)             |
| Cross-country feminin  | Julie Bresset · Franța (FRA)   | Sabine Spitz · Germania (GER) | Georgia Gould · Statele Unite ale Americii (USA) |

### BMX
| Probă    | Aur                              | Argint                             | Bronz                           |
| Masculin | Māris Štrombergs · Letonia (LAT) | Sam Willoughby · Australia (AUS)   | Carlos Oquendo · Columbia (COL) |
| Feminin  | Mariana Pajón · Columbia (COL)   | Sarah Walker · Noua Zeelandă (NZL) | Laura Smulders · Olanda (NED)   |